# Duncan McNaughton
Pour les articles homonymes, voir McNaughton.
Duncan Anderson McNaughton (né le 7 décembre 1910 à Cornwall - mort le 15 janvier 1998 à Austin) est un athlète canadien spécialiste du saut en hauteur.
Étudiant en géologie à l'Université de Californie du Sud, il termine quatrième des Jeux de l'Empire britannique de 1930 d'Hamilton après avoir été disqualifié pour une technique de saut illégale. Sélectionné pour les Jeux olympiques d'été de 1932, McNaughton franchit une barre à 1,97 m tout comme trois autres concurrents. Il remporte finalement la médaille d'or après avoir disputé un barrage pour départager les quatre athlètes à 2,01 m, puis à 1,98 m. Il est le premier non-américain à remporter le titre olympique du saut en hauteur.
Il est introduit au panthéon des sports canadiens en 1955.

## Palmarès
| Date | Compétition     | Lieu        | Résultat | Marque |
| ---- | --------------- | ----------- | -------- | ------ |
| 1932 | Jeux olympiques | Los Angeles | 1er      | 1,97 m |